# St. Vincent (lớp thiết giáp hạm)
Lớp thiết giáp hạm St. Vincent bao gồm ba thiết giáp hạm dreadnought của Hải quân Hoàng gia Anh Quốc được đặt lườn vào năm 1908 và hoàn tất từ tháng 5 năm 1909 đến tháng 4 năm 1910. Chúng bao gồm các chiếc St. Vincent, Collingwood và Vanguard, trong đó Vanguard bị phá hủy vào năm 1917 trong một vụ nổ hầm đạn có thể do thuốc nổ cordite. Những chiếc còn lại bị tháo dỡ sau chiến tranh.
Dáng vẻ bên ngoài của lớp St. Vincent khó phân biệt với lớp thiết giáp hạm Bellerophon dẫn trước. Cải tiến chủ yếu của lớp tàu này là sử dụng dàn pháo chính BL 12 in (300 mm) Mk XI với cỡ nòng 50 caliber, dài hơn so với cỡ 45 caliber trang bị cho lớp trước.

## Thiết kế
Việc lựa chọn nòng pháo dài hơn trước đây 5 ft (1,5 m) khiến lườn tàu phải được kéo dài thêm 10 ft (3,0 m) giữa tháp pháo X và tháp pháo Y để duy trì khoảng trống giữa tháp pháo và cấu trúc thượng tầng. Lườn tàu dài hơn đòi hỏi mạn thuyền phải rộng hơn 18 in (0,46 m) để giữ nguyên tỉ lệ dáng lườn tàu. Tất cả góp phần làm tăng trọng lượng choán nước của con tàu thêm 650 tấn Anh (660 t) so với lớp dẫn trước.
Sự bố trí lớp vỏ giáp có ít thay đổi. Chiều dày 10 in (250 mm) không thỏa đáng của đai giáp chính vẫn được giữ lại, nhưng được kéo thêm. Bề dày tối đa của lớp giáp sàn chính được tăng đôi chút, nhưng bù lại lớp giáp của sàn giữa phải giảm bớt. Hệ thống động lực cũng được cải thiện so với lớp trước, cho phép có tốc độ thiết kế nhanh hơn trước đây 0,25 kn (0,46 km/h). Tuy nhiên trong thực tế khó nhận thấy sự khác biệt về tốc độ.
Trong phục vụ, kiểu pháo BL 12 inch/50 caliber MkXI không được xem là thành công. Đánh đổi với một khả năng đâm xuyên tăng hơn đôi chút, nòng pháo lại bị ảnh hưởng ăn mòn đáng kể và phải thay thường xuyên. Dàn pháo hạng hai cũng được tăng cường từ 16 lên 20 khẩu BL 4 in (100 mm) Mk VII. Chúng là những chiếc thiết giáp hạm Anh cuối cùng có các tháp pháo mạn bố trí đối xứng; lớp Neptune tiếp theo có các tháp pháo mạn bố trí so le nhằm dự định bắn toàn bộ dàn pháo chính 10 khẩu qua mạn.

## Những chiếc trong lớp
| Tàu         | Đặt lườn             | Hạ thủy             | Hoạt động          | Số phận                                      |
| ----------- | -------------------- | ------------------- | ------------------ | -------------------------------------------- |
| St. Vincent | 30 tháng 12 năm 1907 | 10 tháng 9 năm 1908 | 3 tháng 5 năm 1910 | Bán để tháo dỡ, 1 tháng 12 năm 1921          |
| Collingwood | 3 tháng 2 năm 1908   | 7 tháng 11 năm 1908 | tháng 4 năm 1910   | Bán để tháo dỡ, 12 tháng 12 năm 1922         |
| Vanguard    | 2 tháng 4 năm 1908   | 22 tháng 2 năm 1909 | 1 tháng 3 năm 1910 | Đắm do một vụ nổ hầm đạn, 9 tháng 7 năm 1917 |